# 블루룸 (영화)
《블루룸》(프랑스어: La Chambre bleue)은 2014년 개봉된 프랑스의 에로 스릴러 영화이다.

## 출연진
- 마티외 아말리크
- 레아 드뤼케르
- 스테파니 클레오
- 로랑 푸아트르노
- 세르주 보종
- 블뢰치
- 모나 자파르